# Kétvölgy
Kétvölgy (em esloveno: Verica-Ritkarovci; alemão: Permisch und Riegersdorf; prekmuro: Verica/Virica-Ritkarofci; latim: Perbese et Mechnuk) é um município da Hungria, situado no condado de Vas. Tem 6,28 km² de área e sua população em 2015 foi estimada em 97 habitantes.